# قلعه نویزر شاه
بقایای قلعه نویزر شاه در شهرستان قزوین، بخش الموت، روستای گرما رود بالا واقع شده و این اثر در تاریخ ۲۵ اسفند ۱۳۸۰ با شمارهٔ ثبت ۵۵۵۱ به‌عنوان یکی از آثار ملی ایران به ثبت رسیده است.